# Euxoa muriicolor
Euxoa muriicolor là một loài bướm đêm trong họ Noctuidae.